# Kolonia Zgorzelec
Kolonia Zgorzelec (niem. Skorzeletz/Sgorzelitz) – kolonia robotnicza zbudowana w latach 1897–1901 położona w Bytomiu–Łagiewnikach. Powstała z inicjatywy Huberta von Tiele-Wincklera na zamówienie Katowickiej Spółki Akcyjnej dla Górnictwa i Hutnictwa dla pracowników pobliskiej ówczesnej Huty Hubertus .

## Architektura

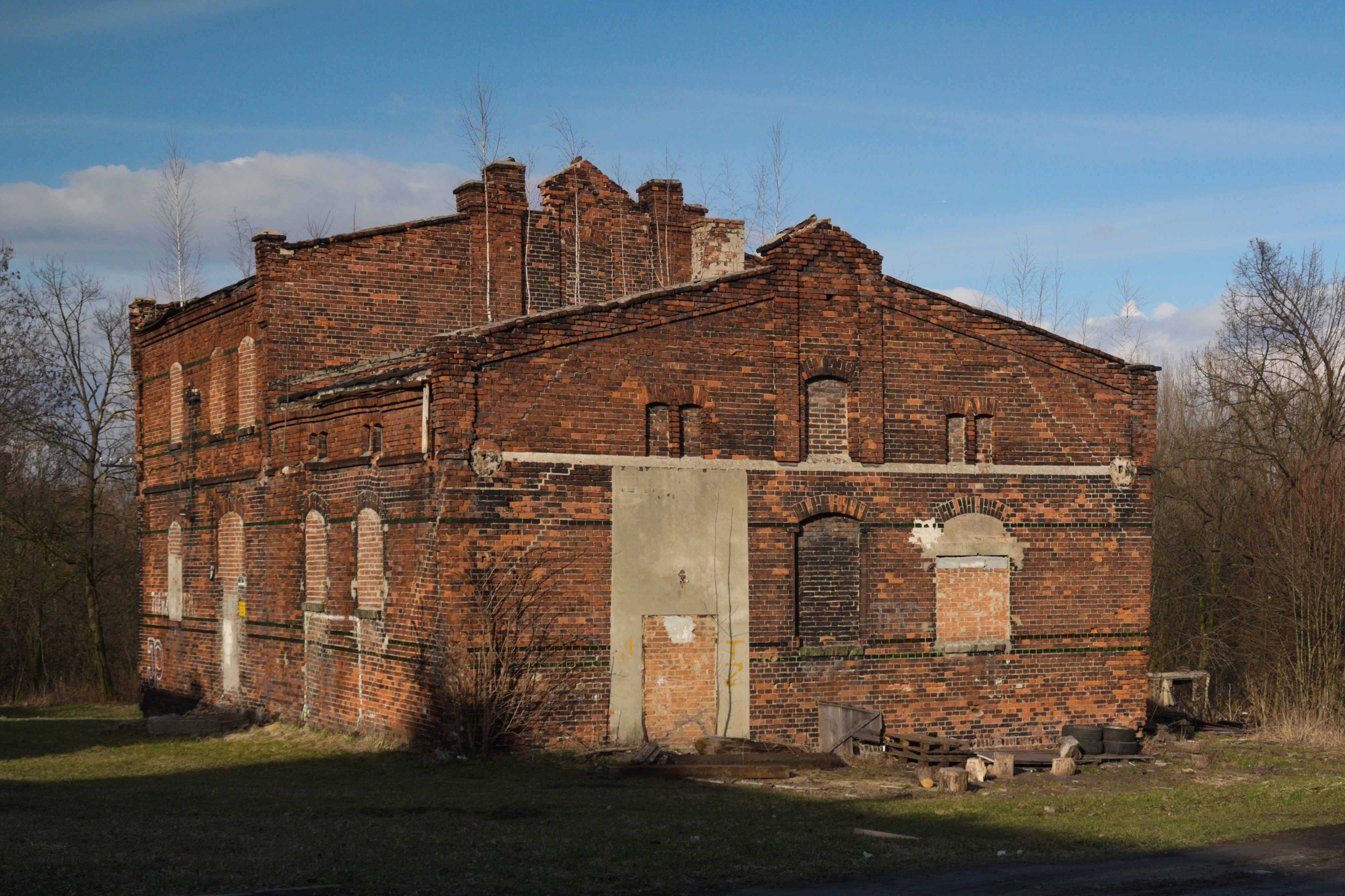
Budynek piekarni i pralni z 1906 roku (2019)

Na kolonię składają się 34 wolnostojące familoki dwurodzinne i czterorodzinne zbudowane w latach 1897–1901, 14 z nich zostało wyłączonych z użytkowania; na początku XXI wieku w kolonii mieszkały około 152 osoby. Zachowały się pojedyncze komórki lokatorskie (śl.chlewiki). Budynki mają wysokość 1 i 2 kondygnacji (2 i 3 licząc łącznie z poddaszem) i są całkowicie podpiwniczone. Lica ścian zewnętrznych wykonano z czerwonej cegły, bez ozdób. W skład zespołu wchodził również budynek usługowy – pralnia. Kolonia stanowi przykład zespołu urbanistyczno-architektonicznego z okresu największego rozwoju przemysłu na terenie Górnego Śląska.
W 1994 roku osiedle zostało wpisane do rejestru zabytków pod numerem A/1533/94. Ochrona obejmuje zespół osiedla robotniczego „Kolonia Zgorzelec” w Bytomiu-Łagiewnikach, który tworzą budynki nr 1,2 oraz 6-39

## Rewitalizacja
W latach 90. XX wieku planowano przekształcić osiedle w „kolonię artystyczną”, co jednak nie doszło do skutku .
Prowadzono jednak częściową rewitalizację kolonii przy współpracy z krajem związkowym Północna Nadrenia-Westfalia oraz miastem partnerskim Recklinghausen, projekt jednak upadł, wyremontowano wtedy 9 budynków.
Kolejną rewitalizację miasto Bytom zaczęło w 2020 roku. Rewitalizacja Kolonii Zgorzelec zakończyła się w marcu 2024 roku . 
Od wielu lat stan techniczny budynków Koloni Zgorzelec był niezadawalający. Remont budynków wymagał prac konstrukcyjnych, odbudowy fundamentów i prostowania ścian (rektyfikacji). Budynki wymagały też wymiany dachów, stropów, instalacji, stolarki okiennej i drzwiowej oraz odświeżenia elewacji. Remont przeszło 24 z 34 budynków. Zostały one zaadaptowane na budynki mieszkalne i zasiliły one bytomski zasób mieszkań komunalnych.
Całość prac przebiegała pod nadzorem Śląskiego Wojewódzkiego Konserwatora Zabytków. W ramach inwestycji powstały również m.in. plac sportowy, nowe chodniki, elementy małej architektury oraz nasadzenia zieleni. Koszt inwestycji to 39 mln złotych.

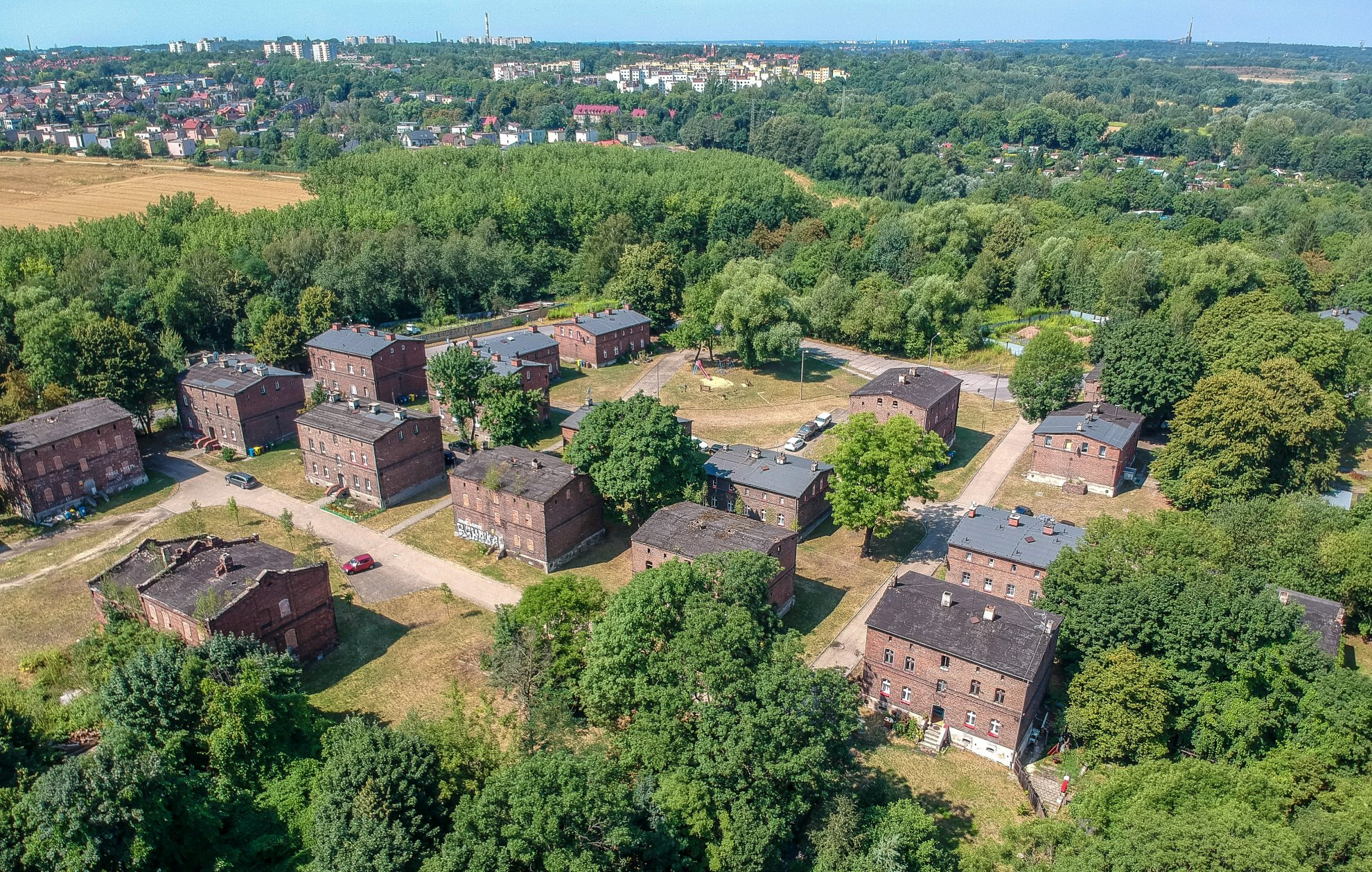
Kolonia Zgorzelec, Bytom (w tle Ruda Śl.os. Paryż i Godula), fot. Przemek Neumann (2019)